# Station Éguzon
Station Éguzon is een spoorwegstation in de Franse gemeente Éguzon-Chantôme.